# 凱弗盧尼 (加利福尼亞州)
凱弗盧尼（英語：K Flourney）是位於美國加利福尼亞州莫多克縣的一個非建制地區。該地的面積和人口皆未知。

## 地理
凱弗盧尼的座標為41°13′24″N 120°31′53″W / 41.22333°N 120.53139°W，而該地的平均海拔高度為1346米（即4416英尺）。